# Рэтбоун, Бэзил
Филип Сент-Джон Бэзил Рэтбоун MC (англ. Philip St. John Basil Rathbone; 13 июня 1892, Йоханнесбург, Республика Трансвааль — 21 июля 1967, Нью-Йорк, США) — британский актёр.

## Биография

### Ранние годы
Рэтбоун родился в Йоханнесбурге (Республика Трансвааль). Его отец, Эдгар Филип Рэтбоун, был горнохимическим инженером, уроженец Ливерпуля, а мать, Анна Барбара, была скрипачкой. Кроме Бэзила, в семье было ещё два ребёнка — Беатриса и Джон. Когда Бэзилу было три года, его семья перебралась обратно в Англию из-за того, что бурское правительство обвинило его отца в шпионаже.
Бэзил получил образование в Рептонской школе. По образованию был страховым агентом. В 1916 году он был зачислен в Лондоне в шотландский полк и отправился на Первую мировую войну. Служил бок о бок с будущими коллегами Клодом Рейнсом, Рональдом Колманом и Гербертом Маршаллом. Дослужился до звания капитана. Рэтбоун проявил себя во время одного из заданий: он должен был возглавить очень важную шпионскую вылазку утром, но, ослушавшись командира, Бэзил провёл её ночью, объясняя это банальным «ночью хуже видно». Операция прошла успешно. В сентябре 1918 года, за участия в боях, он был награждён Военным Крестом.

### Актёрская карьера
22 апреля 1911 года состоялся его дебют на сцене в театре Роял в Ипсуиче. Он играл Гортензио в пьесе Уильяма Шекспира «Укрощение строптивой». В октябре 1912 года, Бэзил, вместе с труппой театра Роял, гастролировал в Америке, играя в спектаклях «Ромео и Джульетта» (Парис), «Виндзорские насмешницы» (Фентон), «Как вам это понравится» (Сильвиус). Вернувшись в Лондон, Рэтбоун регулярно играл в известнейших театрах Англии во многих постановках. В 1920-х годах Бэзил регулярно играет шекспировские и другие роли на английской сцене. Также много путешествует.
В 1923 году играет в Cort Theatre в Нью-Йорке, в 1925 году появляется на сценах разных театров Сан-Франциско и Нью-Йорка. Он появляется в США опять в 1927 и 1931 годах на одной сцене с Этель Берримор. В 1934 году Рэтбоун покидает Англию и переезжает в США. Регулярно появляется на бродвейских сценах.
Карьеру в кино Рэтбоун начал в 1925 году («The Masked Bride»), появляется в нескольких немых фильмах, играет детектива Фило Вэнса в «1930 фильме The Bishop Murder Case». Бэзил становится одним из популярнейших актёров 30-х годов, играя злодеев-аристократов в костюмированных драмах и боевиках. Он появлялся в таких фильмах как: «Дэвид Копперфильд» в роли сурового отчима мистера Мардстоуна; «Анна Каренина» в роли холодного Каренина; «Гибель Помпеи» в роли Понтия Пилата; «Одиссея Капитана Блада»; «Повесть о двух городах»; «Приключения Робин Гуда», где он сыграл одного из лучших своих злодеев — сэра Гая Гизборна; «Приключения Марко Поло»; «Знак Зорро» в роли подлого капитана Эстебана Паскуале.
Он также появился в ранних фильмах ужасов, таких как: «Башня смерти» в роли Ричарда III и «Сын Франкенштейна» в роли барона Вульфа Франкенштейна — сына создателя чудовища.

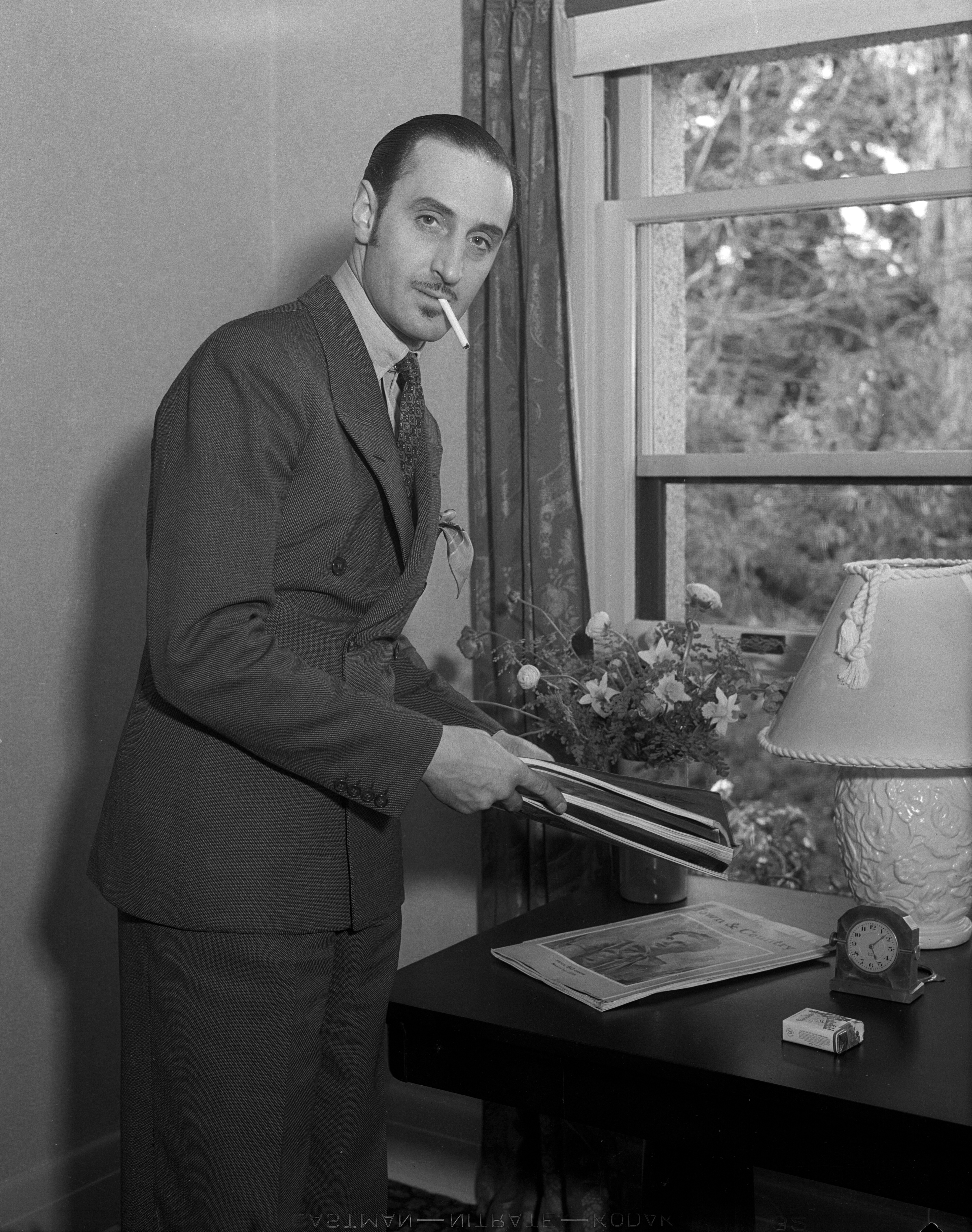
Бэзил Рэтбоун (март 1935)

Бэзил Рэтбоун был лучшим фехтовальщиком Голливуда, но был вынужден проигрывать поединки намного более слабому Эрролу Флинну в фильмах «Приключения Робин Гуда», «Одиссея Капитана Блада», так как всегда играл отрицательных персонажей (а отрицательные персонажи обычно проигрывают). Бэзил проигрывал сражения в фильмах «Башня смерти», «Знак Зорро», «Придворный шут» (1956 года). За всю свою карьеру в кино Бэзил Рэтбоун победил лишь раз: в фильме «Ромео и Джульетта», играя Тибальта, он убил Меркуцио.
Бэзил Рэтбоун был дважды номинирован на премию Оскар за лучшую мужскую роль второго плана: в 1937 году за роль Тибальта в «Ромео и Джульетта», а в 1939 за роль короля Людовика XI в фильме «Если бы я был королём».
В фильме «Утренний патруль» (1938 года) Бэзил сыграл одну из немногих своих положительных ролей. Он предстаёт зрителям в образе майора Бренда — начальника королевского лётного эскадрона, переживающего за солдат, которых послал на верную смерть. Эррол Флинн, вечный враг Рэтбоуна, играет на сей раз его преемника, который стал командиром после продвижения майора по службе.
Именно Бэзила Рэтбоуна писательница Маргарет Митчелл видела в роли Ретта Батлера. Но продюсеры фильма посчитали, что у Бэзила слишком много ролей злодеев, и зритель может просто не воспринять его в этой роли. Поэтому знаменитый фильм «Унесённые ветром» 1939 года обошелся без Рэтбоуна. Во всех своих интервью Бэзил всегда говорил, что в первую очередь хочет, чтобы его помнили по работам в театре. Своей же лучшей ролью в театре он считал Ромео. Любимая же роль в кино — Шерлок Холмс.

### Великий сыщик

Марка острова Гернси с изображением Бэзила Рэтбоуна в роли Шерлока Холмса (1996)

Однако наибольшее признание пришло к Рэтбоуну за роль Шерлока Холмса в серии фильмов, снятых между 1939 и 1946 годами.
Его партнером по сериалу был Найджел Брюс, сыгравший доктора Ватсона. Их первые два фильма «Приключения Шерлока Холмса» и «Собака Баскервилей» стали кассовыми гигантами того времени и положили начало целой серии фильмов (а их было четырнадцать) о великом сыщике.
С мая 1943 по май 1946 года Рэтбоун и Брюс также играли эти роли в радиосериале "Новые приключения Шерлока Холмса" «Mutual Broadcasting System». Имя Бэзила стало прочно ассоциироваться с Холмсом.
После фильма «Прелюдия к убийству», ставшего последним в цикле, Бэзил появлялся на экране в образе сыщика лишь однажды — в телевизионной экранизации рассказа Адриана Конан Дойла «Приключение с Чёрным баронетом» (1949), кроме того, в 1950-е годы он несколько раз был гостем развлекательных телешоу, где появлялся в костюме детектива.
В 1953 году он последний раз сыграл Холмса в пьесе, написанной его женой Уидой. Найджел Брюс был очень болен и не смог сыграть доктора Ватсона, а после его смерти 8 октября 1953 года Бэзил отказался ставить эту пьесу. В итоге, пьеса была показана всего лишь три раза.

### Поздний период актёрской карьеры
В 1950-е годы Бэзил играет злодеев в двух комедиях, иронических репликах на свои ранние фильмы: «Большая ночь Казановы» вместе с комиком Бобом Хоупом и «Придворный шут» с комиком Дэнни Кеем.
Участвует во многих телевизионных программах и снимается в кассовых фильмах, таких, как «Мы не ангелы» (1955 год) и политической драме «Последний салют» (1958 года). Также активно играет в театре.
В 1948 году Бэзил получает главную театральную премию Америки — «Тони», за роль доктора Остина Слопера в пьесе «The Heiress».
В 1950—60-е годы он продолжает работать на радио, телевидении, в кино.
Чтобы утолять расточительность своей жены, Бэзил играл главные роли (в основном злодеев) в фильмах низкого уровня, но за эти роли ему давали большие гонорары. Например: «Призрак в невидимом бикини» (1966 год), «Плохой сон» (1956 год), «Кровавая королева» (1966 год), «Деревенщины в доме с призраками» (1967 год) и его последний фильм — мексиканский низкобюджетный хоррор «Вскрытие призрака». Бэзил Рэтбоун ещё славился как сильный декламатор. Поэтому выходило много пластинок с записями стихотворений в его исполнении, такими как «The Night Before Christmas».
Он также читал рассказы и стихотворения Эдгара Аллана По и вместе с Винсентом Прайсом выпустил пластинку «The Edgar Allan Poe Audio Collection». Рэтбоун читал произведения многих авторов, поэтому дисков (LP) выходило много.

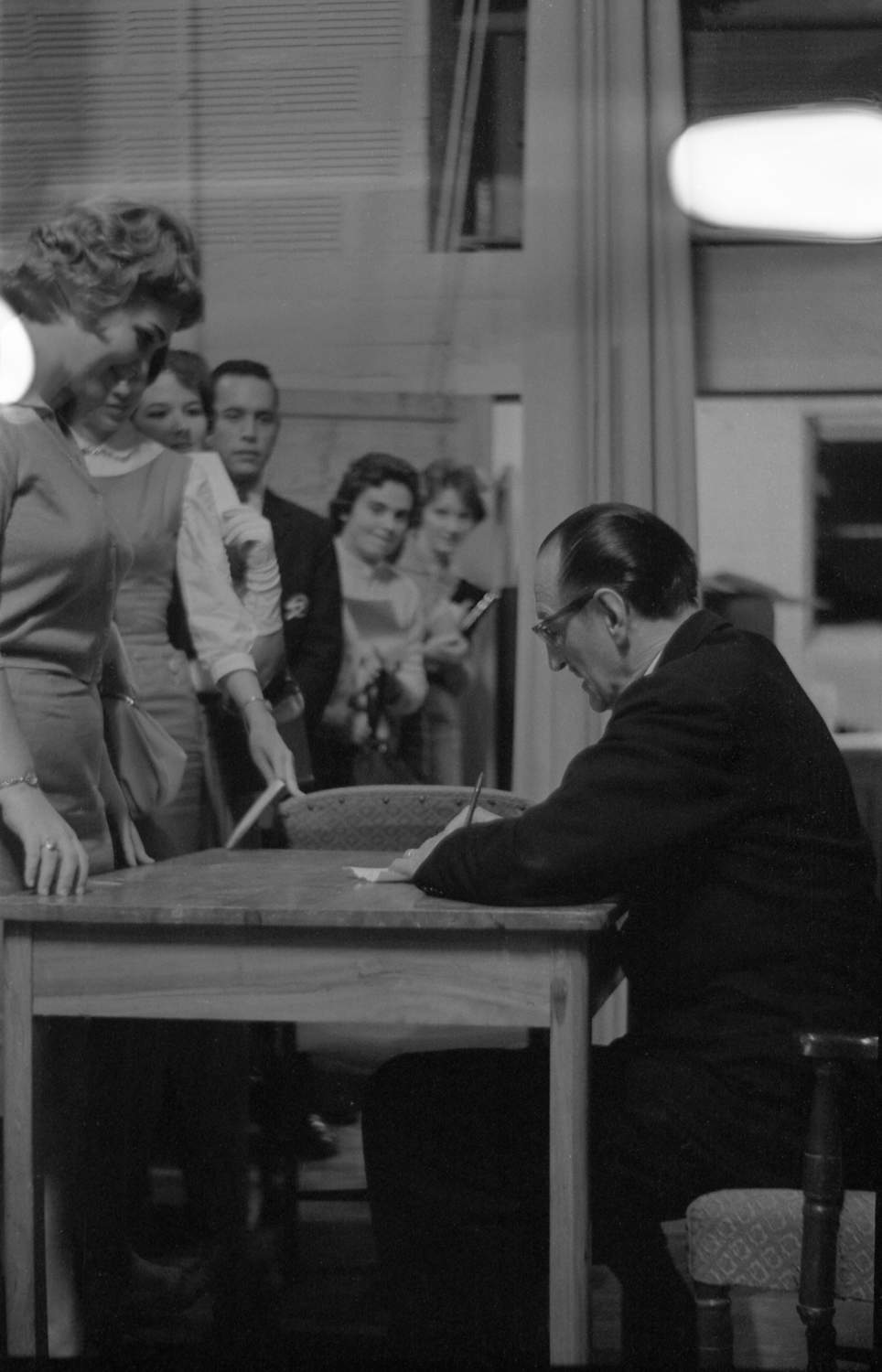
Бэзил Рэтбоун раздаёт автографы в университете штата Техас (1962)

В 1956 году Бэзил сыграл Эбенезера Скруджа в музыкальной ТВ-постановке «The Stingiest Man In Town» по мотивам рассказа Чарльза Диккенса.
В 1962 году Бэзил Рэтбоун выпустил автобиографическую книгу «In and Out of Character», с которой объездил всю Америку. Это были выступления, где он общался со зрителями, зачитывал разные главы своей книги, декламировал Шекспира и другие свои любимые стихотворения.
В том же 1962 году, Бэзил появляется в триллере по мотивам рассказов Эдгара По — «Истории ужаса». Фильм состоит из трёх новелл, созданных по мотивам произведений Эдгара По: «Морелла», «Чёрный кот», «Правда о случившемся с мистером Вальдемаром». Все три новеллы объединяет своим появлением Винсент Прайс. Рэтбоун же играет зловещего гипнотизёра Кармайкла в третьей новелле «Правда о случившемся с мистером Вальдемаром».
В 1964 году выходит чёрная комедия «Комедия ужасов», где впервые вместе встречаются такие гиганты жанра триллер / ужасы, как Винсент Прайс, Петер Лорре, Борис Карлофф и Бэзил Рэтбоун.
В 1962 году Рэтбоун играет роль злого волшебника Лодака в масштабном по тем временам фильме «Волшебный меч». У Бэзила Рэтбоуна есть три звезды на Аллее звёзд: за работу в кино, на радио и на телевидении.

### Личная жизнь
Рэтбоун женился на актрисе Этель Марион Форман в 1914 году. В 1915 году у них появился сын Родион. Пара рассталась в 1926 году. Предположительная причина — роман Рэтбоуна на стороне. В 1920-х у него был роман с актрисой Евой Ле Гальенн (для неё этот роман стал, возможно, единственным гетеросексуальным).
В 1927 году, Бэзил женится во второй раз на писательнице Уиде Бержер. Собственных детей у них не было, но они в 1940 г. удочерили девочку по имени Синтия. Бэзил и Уида устраивали самые дорогие вечеринки в Голливуде. Туда приглашались лишь известнейшие в те годы актёры, режиссёры и продюсеры. В отличие от многих других актёров, Бэзил, получив американское гражданство, никогда не отказывался от британского.

### Смерть
Бэзил Рэтбоун умер от сердечного приступа 21 июля 1967 года, в Нью-Йорке. Последние его слова были сказаны его жене: «Знаешь, я не боюсь смерти, я просто хочу, чтобы этого не случилось». Его тело было помещено в склеп на кладбище Фернклифф, ставший потом семейным.

## Фильмография

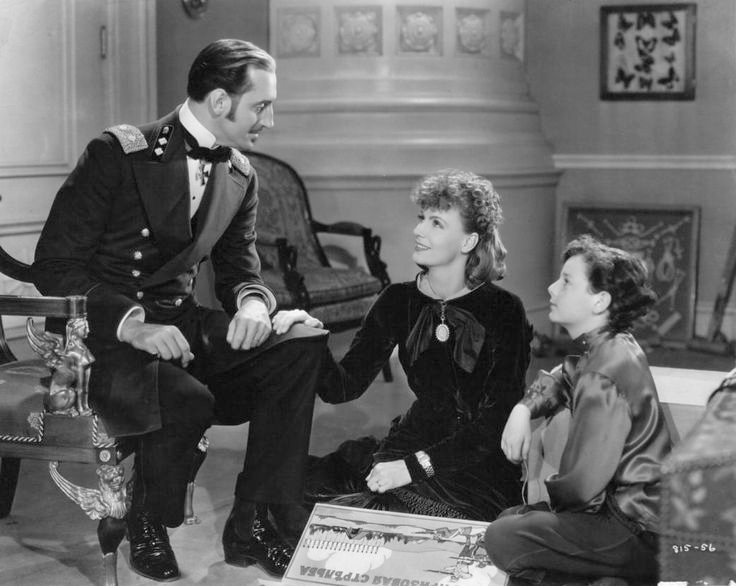
Бэзил Рэтбоун в роли Алексея Каренина (1935). Справа Грета Гарбо (Анна Каренина) и Фредди Бартоломью (Серёжа Каренин)

- 1926 — «Большой обман» / The Great Deception — Риццио
- 1935 — «Повесть о двух городах» / A Tale of Two Cities
- 1935 — «Гибель Помпеи» / The Last Days of Pompeii — Понтий Пилат
- 1935 — «Анна Каренина» / Anna Karenina — Алексей Каренин
- 1935 — «Одиссея капитана Блада» / Captain Blood — Капитан Левассер
- 1935 — «Дэвид Копперфильд» / David Copperfield
- 1936 — «Частный номер» / Private Number (Secret Interlude)
- 1936 — «Ромео и Джульетта» / Romeo and Juliet — Тибальт
- 1936 — «Сад Аллаха» / The Garden of Allah  — Граф Фердинанд Антеони
- 1937 — «Признание» / Confession — Михаил Михайлов
- 1937 — «Товарищ» / Tovarich — Комиссар Дмитрий Городченко
- 1938 — «Приключения Марко Поло» / The Adventures of Marco Polo — Ахмед
- 1938 — «Приключения Робин Гуда» / The Adventures of Robin Hood — Гай Гисборн
- 1938 — «Утренний патруль»/ The Dawn Patrol — Майор Бренд
- 1939 — «Сын Франкенштейна» / Son of Frankenstein — Барон Вольф фон Франкенштейн
- 1939 — «Рио-де-Жанейро» / Rio — Пауль Рейнальд
- 1939 — «Если бы я был королём»
- 1940 — «Знак Зорро» / The Mark of Zorro — Капитан Эстебан Паскуале
- 1941 — «Чёрная Кошка» / The Black Cat — Хартли
- 1941 — «Безумный доктор» / The Mad Doctor (A Date with Destiny) — доктор Джордж Себастьян
- 1941 — «Париж зовет» / Paris Calling — Бенуа
- 1942 — «Перекрёсток» / Crossroads — Анри Сарру
- 1942 — «Пальцы на окне» / Fingers at the Window — доктор Х. Сантелл
- 1943 — «Вне подозрений» / Above Suspicion — Зиг фон Ашенхаузен
- 1943 — «Сумасшедший дом» / Crazy House — Гость
- 1954 — «Большая ночь Казановы» / Casanova’s Big Night — Лучио
- 1955 — «Мы не ангелы» / We’re No Angels — Андре Трошар
- 1956 — «Чёрный сон» / The Black Sleep — Джоэл Кадман
- 1962 — «Волшебный меч» / The Magic Sword — Лодак
- 1962 — «Понтий Пилат» / Ponzio Pilato — Каиафа
- 1965 — «Путешествие на доисторическую планету»  / Voyage to the Prehistoric Planet — Профессор Хартман
- 1966 — «Призрак в невидимом бикини»  / The Ghost in the Invisible Bikini — Реджинальд Риппер
- 1966 — «Королева крови»  / Queen of Blood — Доктор Фаррадей

### Приключения Шерлока Холмса

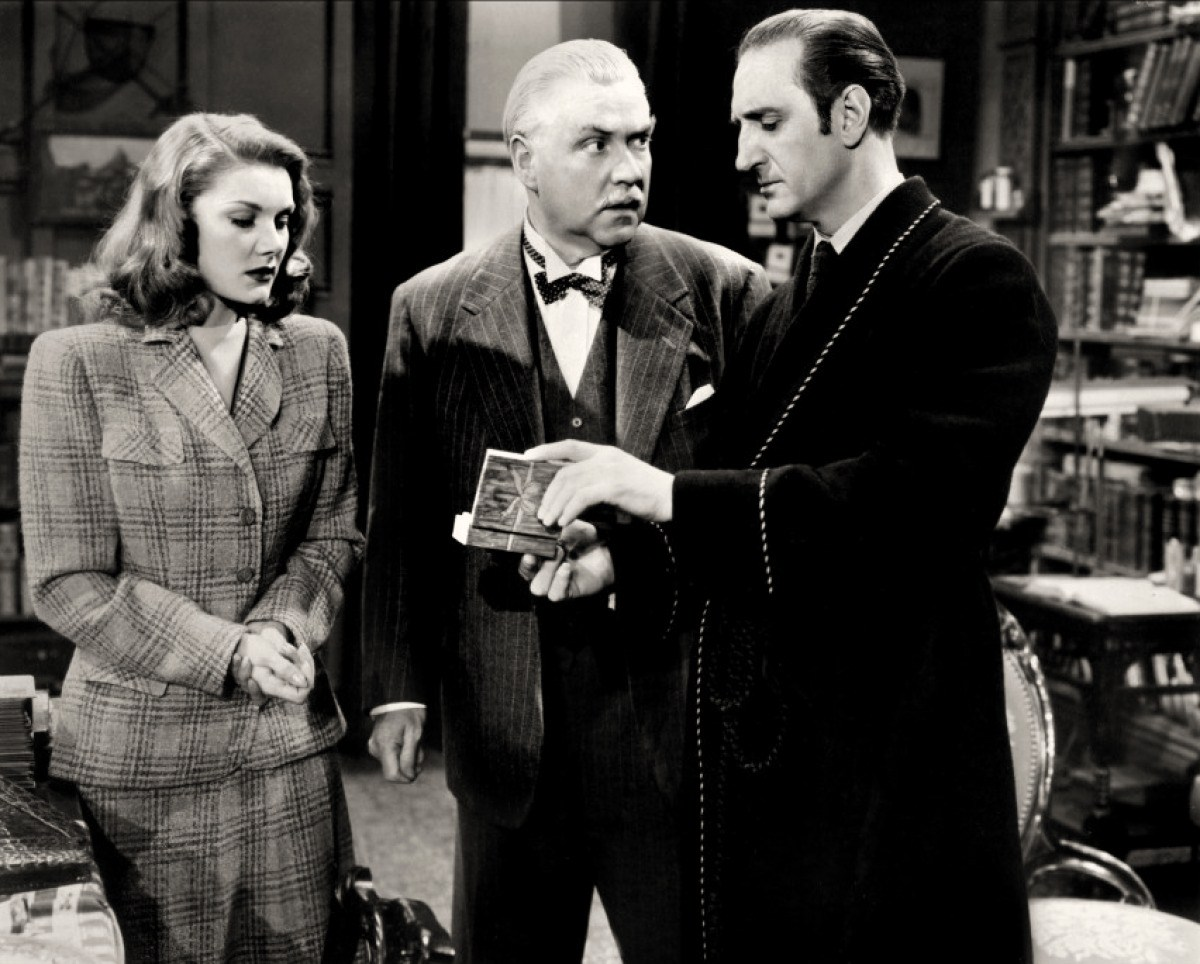
Ева Эмбер, Найджел Брюс и Бэзил Рэтбоун в фильме «Женщина в зелёном» (1945)

- 1939 — «Собака Баскервилей» / The Hound of the Baskervilles — Шерлок Холмс
- 1939 — «Приключения Шерлока Холмса» / Adventures of Sherlock Holmes (Шерлок Холмс) — Шерлок Холмс
- 1942 — «Шерлок Холмс и голос ужаса» / Sherlock Holmes and the Voice of Terror (Sherlock Holmes Saves London) — Шерлок Холмс
- 1943 — «Шерлок Холмс и секретное оружие» / Sherlock Holmes and the Secret Weapon (Secret Weapon) — Шерлок Холмс
- 1943 — «Шерлок Холмс перед лицом смерти» / Sherlock Holmes Faces Death — Шерлок Холмс
- 1943 — «Шерлок Холмс в Вашингтоне» / Sherlock Holmes in Washington — Шерлок Холмс
- 1944 — «Жемчужина смерти» / The Pearl of Death — Шерлок Холмс
- 1944 — «Багровый коготь» / The Scarlet Claw (Sherlock Holmes and the Scarlet Claw) — Шерлок Холмс
- 1944 — «Паучиха» / Spider Woman (Sherlock Holmes and the Spider Woman) — Шерлок Холмс
- 1945 — «Замок ужаса»/ The House of Fear — Шерлок Холмс
- 1945 — «Бегство в Алжир» / Pursuit to Algiers — Шерлок Холмс
- 1945 — «Женщина в зелёном» / The Woman in Green — Шерлок Холмс
- 1946 — «Ночной кошмар» / Terror by Night — Шерлок Холмс
- 1946 — «Прелюдия к убийству» / Dressed to Kill (Sherlock Holmes and the Secret Code) — Шерлок Холмс